# Cordón Caulle
Cordón Caulle je skupina postkalderových sopečných trhlin, soustředěných podél 17 km dlouhé a 2,5 km široké riftové zóny v Chile, táhnoucí se od pleistocenní kaldery Cordilerra Nevada až k stratovulkánu Puyehue. Zóna společně s kalderou je jediným místem větší akumulace ryolitových hornin a vulkanoklastik v jižních Andách. Taktéž jde o největší geotermální oblast jižní části Chile (rozloha 6 × 13 km).
I přes relativní blízkost stratovulkánu Puyehue není zóna Cordón Caule geneticky svázána s vulkanismem tohoto stratovulkánu, ale představuje samostatné centrum s odlišnými tektonickými podmínkami a vlastnostmi magmatu.
Během 19. a 20. století byla zóna místem několika erupcí ryolitových láv (bez bližší lokalizace). V letech 1921–1922 proběhla větší exploze, významná je i erupce v květnu 1960, která následovala po Velkém chilském zemětřesení.